# Karol Boromeusz

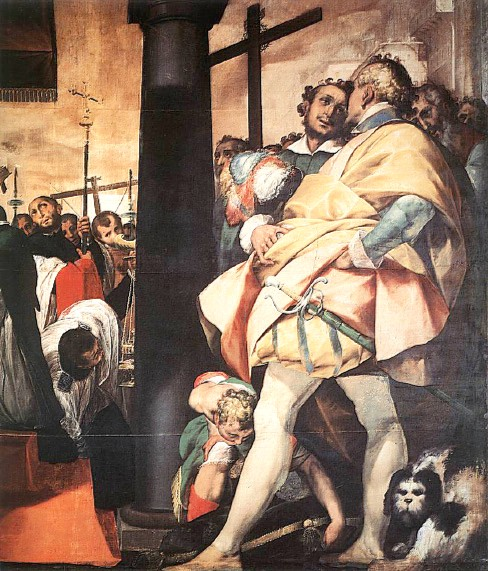
Karol Boromeusz wznosi krzyże u bram Mediolanu.

Karol Boromeusz (wł. Carlo Borromeo; ur. 2 października 1538, zm. 3 listopada 1584 w Mediolanie) – włoski kardynał, arcybiskup Mediolanu (1560–1584), święty Kościoła katolickiego, franciszkański tercjarz.

## Życiorys

### Młodość
Karol Boromeusz urodził się na zamku w Aronie (na brzegu jeziora Maggiore, 50 km na północny zachód od Mediolanu). Był trzecim z sześciorga dzieci Gilberta Borromeo i Małgorzaty Medici (siostry papieża Piusa IV). Rodzina Borromeo, która była jednym z ważniejszych rodów arystokratycznych Lombardii, w godle ma pierścienie Boromeuszów, czasem uważane za symbol Trójcy Świętej. W wieku siedmiu lat został przeznaczony do stanu duchownego, otrzymał suknię klerycką od biskupa Lodi, kardynała Simonetty. Dwa lata później zmarła jego matka. W wieku 12 lat otrzymał tonsurę, a jego stryj Julius Caesar Borromeo przekazał mu dochody zamożnego benedyktyńskiego opactwa pw. św. Gratyniana i Felina, które było jedną z dawnych posiadłości rodowych. On sam początkowo uczył się w rodzinnym zamku, następnie od 1552 studiował w Pawii prawo kanoniczne i cywilne. W 1554 umarł jego ojciec i to Karol, a nie jego starszy brat hrabia Fryderyk, został wybrany przez rodzinę do zajmowania się sprawami rodu. Po pewnym czasie powrócił na studia i 6 grudnia 1559 uzyskał tytuł doktora obojga praw (doctorate in utroque iure). W wolnych chwilach polował, grał w szachy. Z powodu problemów w mówieniu miał opinię niezbyt lotnego, ale nadrabiał to pracowitością i solidnością. Umiał grać na wiolonczeli i znał się na sztuce.

### Okres rzymski
25 grudnia jego wuj, kardynał Giovanni Angelo Medici, został wybrany na papieża i przyjął imię Pius IV. Wezwał go z bratem Fryderykiem do Rzymu i 13 stycznia 1560 wyznaczył go na protonotariusza apostolskiego i referendarza w sygnaturze. Wkrótce potem 31 stycznia przyznał mu tytuł kardynalski i w ten sposób jako siostrzeniec papieża, kardynał i wysoki urzędnik na dworze papieskim zajmował się sprawami Państwa Kościelnego. W Kurii Rzymskiej był drugą po papieżu osobą, nazywano go „okiem papieża”. 7 lutego 1560 został mianowany administratorem archidiecezji mediolańskiej z obowiązkiem pozostawania w Rzymie. Później otrzymał jeszcze godności: kardynała-protektora Portugalii, Niderlandów (obecnie tereny Belgii i Holandii) i katolików szwajcarskich, archiprezbitera bazyliki Matki Boskiej Większej w Rzymie (Santa Maria Maggiore) oraz protektora franciszkanów, karmelitów oraz szpitalników. Godności te wiązały się ze znacznymi dochodami (ok. 48 tys. skudów), które Karol przeznaczał na cele dobroczynne. Sam żył skromnie, wymagał od pracowników kurii ubierania się na czarno. Ustanowił Akademię Notti Vaticane, publikującą Noctes Vaticanae. W 1561 ufundował kolegium w Padwie dedykowane św. Justynie z Padwy, znane dziś jako Almo Collegio Borromeo.

### Sobór Trydencki
Zajmował się również organizacją ostatniego, trzeciego zjazdu Soboru Trydenckiego w latach 1562–1563, wniósł duży wkład w Katechizm Trydencki (Catechismus Romanus). Później jako arcybiskup Mediolanu dokładał starań, by postanowienia Soboru Trydenckiego były realizowane w jego archidiecezji. Był członkiem Kongregacji Soboru, nadzorującej wprowadzanie reform po Soborze Trydenckim, od jej powołania do końca swojego życia.
Od 16 marca 1563 do lutego 1566 był jednym z inkwizytorów generalnych Kongregacji Świętego Oficjum.

### Arcybiskup Mediolanu
Kiedy 19 listopada 1562 niespodziewanie umarł jego starszy brat Fryderyk, rodzina napominała Karola, by porzucił sprawy Kościoła, ożenił się i miał dzieci, zapewniając rodzinie kontynuację. Jednakże z powodu śmierci brata i coraz bliższych kontaktów z jezuitami, teatynami i za przykładem Bartłomieja z Bragi Karol zdecydował całkowicie poświęcić się sprawom duchowym. 4 września 1563 otrzymał święcenia kapłańskie, a 7 grudnia 1563 w Kaplicy Sykstyńskiej kardynał Giovanni Serbelloni konsekrował go na arcybiskupa Mediolanu. 26 stycznia 1564 otrzymał paliusz metropolitalny. Formalnie został wyznaczony na arcybiskupa Mediolanu 12 maja 1564 po tym, jak jego poprzednik arcybiskup Ippolito II d’Este zrzekł się roszczeń do tej funkcji. Ale minął prawie rok, zanim papież pozwolił mu opuścić Rzym. 23 września 1565 nastąpił uroczysty wjazd do Mediolanu i przejęcie obowiązków. Jego wuj, papież Pius IV, umarł 9 grudnia 1565, a jego następca Pius V został wybrany 7 stycznia 1566.
Jeszcze zanim objął arcybiskupstwo w Mediolanie, zyskał sobie opinię człowieka zdolnego i surowych zasad. Kiedy wprowadzał postanowienia soborowe w Rzymie mówiono, że miasto przestało być już miejscem, gdzie można się bawić i robić interesy, bo Karol Boromeusz całkowicie je zmienił, a jego zapał reformatora zaprowadzi go do zmiany reszty świata, zaraz kiedy tylko skończy z Rzymem. I rzeczywiście, z żelazną konsekwencją zajął się reformą diecezji, która podupadła z powodu trwającej 80 lat nieobecności biskupa. Było to trudne zadanie, ponieważ była to wówczas największa we Włoszech z ponad 3 tysiącami duchownych i 800 tysiącami ludzi. Sprzedaż odpustów i stanowisk kościelnych była powszechnym obyczajem. Klasztory były w opłakanym stanie i „pełne nieporządku”, a duchowni „leniwi, niewykształceni i rozpustni”. Boromeusz przeprowadzał liczne wizytacje w celu przywrócenia ładu. Przeprowadził 13 synodów diecezjalnych i 5 prowincjonalnych, by wprowadzić uchwały i reformy Soboru Trydenckiego. Zgodnie z postanowieniami Soboru zarządził uproszczenie wnętrz kościelnych. Usunął z Katedry ozdobne grobowce, bogate w ornamenty flagi i godła, nie oszczędzając nawet tych związanych z jego rodziną. Podzielił nawę kościoła na dwie części, żeby rozdzielić mężczyzn i kobiety podczas nabożeństwa.
Postanowienia soborowe wprowadził również w kolegiatach, klasztorach i konfrateriach religijnych, szczególnie św. Jana Chrzciciela, która zajmowała się opieką nad więźniami i skazańcami. Wierzył, że źródłem nadużyć jest niewiedza. Wśród jego najważniejszych działań było ustanowienie seminariów i stowarzyszeń zajmujących się edukacją kandydatów do zakonów. Nacisk na właściwe przygotowanie mężczyzn do kapłaństwa miał podnieść stan duchowieństwa. Dodatkowo ufundował bractwo oblatów św. Ambrożego, świeckie stowarzyszenie mężczyzn, którzy nie składali żadnych ślubów, ale oddawali się Kościołowi i stosowali klasztorny porządek modlitwy i nauki. Służyli w parafiach, do których ich skierowano. W 1564 otworzył w Mediolanie wyższe seminarium duchowne, a w kilku miejscowościach niższe – ich prowadzenie zlecił oblatom św. Ambrożego. Po powrocie w 1567 przeprowadził osobiście ścisłą wizytację kanoniczną – jedną z pierwszych w Kościele po Soborze Trydenckim. Wspierał zakony, dla świeckich zakładał bractwa, szczególnie wspierał Bractwo Nauki Chrześcijańskiej, którego celem było nauczanie dzieci (było ono zaczątkiem nowożytnych katechetów). W dniu śmierci świętego Bractwa były w każdej parafii archidiecezji mediolańskiej. Założył w Mediolanie szkołę wyższą filozofii i teologii, którą prowadzili jezuici, a dla uboższej młodzieży osobne kolegium w Pawii. Teatyni prowadzili szkołę i kolegium w Mediolanie dla młodzieży szlacheckiej. Zakładał także szkoły żeńskie.
Reformy soborowe, które wprowadzał w diecezji miały poważne skutki i niejednokrotnie spotykały się z oporem. Szczególnie silny był ten ze strony stowarzyszeń religijnych poddanych reorganizacji. Stowarzyszenie penitencjarne humiliatów (braci pokornych) zostało zredukowane do 170 członków, ale wciąż posiadało 90 klasztorów. Wśród pokornych zawiązało się sprzysiężenie organizujące zamach na życie biskupa. Strzelano do niego w kaplicy arcybiskupiej w katedrze. Ocalenie uznano za cud. Spiskowców zabito.
Fundował sierocińce, przytułki dla bezdomnych i przytułki dla dziewcząt i kobiet. W czasie kilkakrotnie wybuchającej w Mediolanie epidemii nakazywał otwierać spichlerze i rozdawać żywność ubogim. Osobiście spowiadał chorych i udzielał im sakramentów. W 1576 z powodu nieurodzaju nastał głód, a wkrótce potem wybuchła epidemia. Upadł handel. Władze miejskie i arystokracja uciekli, ale biskup pozostał i organizował pomoc dla dotkniętych głodem i zarazą. Doprowadził do współpracy wszystkich religijnych organizacji. Używając prywatnych funduszy i zadłużając się, starał się nakarmić do 70 tysięcy ludzi dziennie. Podczas epidemii ospy (1577), prowadził boso procesję pokutną ulicami miasta, po której epidemia wygasła.
Już kiedy pełnił stanowisko administracyjne w Rzymie, miał związek ze sprawami angielskimi. W czasach królowej Elżbiety I wielu katolików w obawie przed prześladowaniami uciekło z Anglii do Włoch. Późniejszy święty, Edmund Campion, jezuita wysłany z misją do Anglii w 1580 w drodze odwiedził Boromeusza i przebywał u niego 8 dni, które spędzili na rozmowach. Teologiem od spraw kanonu był Walijczyk dr Griffith Roberts, a głównym wikariuszem Anglik Thomas Goldwell. Boromeusz nosił wizerunek św. Johna Fishera, który został podobnie jak św. Tomasz More zabity w czasach panowania Henryka VIII.
Dwukrotnie patronował procesom przeciwko czarownicom. W 1569 zatwierdził siedem wyroków śmierci przeciwko oskarżonym o czary kobietom z Lecco, jednak wyroków tych nie wykonano, gdyż oprotestował je Senat Mediolanu, wsparty przez rzymską Kongregację Świętego Oficjum, która zakwestionowała dowody zebrane przez sąd arcybiskupi. W rezultacie, wbrew protestom arcybiskupa, wszystkie oskarżone wypuszczono na wolność, oprócz jednej, która zmarła w więzieniu.
Chociaż szwajcarskie związki gmin ogłosiły swobody religijne, w listopadzie 1583 rozpoczął wizytację apostolską we wszystkich kantonach szwajcarskich, zostawiając sprawy diecezji w rękach wikariusza generalnego Owena Lewisa. Zaczął od Val Mesolcina. W Rovereto o zajmowanie się czarami został oskarżony kierownik miejscowej szkoły. Boromeusz doprowadził do aresztowania ponad setki ludzi. 10 kobiet i kierownik szkoły zostali skazani na śmierć przez włożenie głową do ognia. Siedem wyroków wykonano. W odpowiedzi na rosnącą popularność reformacji na terenie Szwajcarii Boromeusz zachęcił Ludwiga Pfyffera do prac nad utworzeniem Złotego Związku, choć nie dożył jego utworzenia w 1586. Mający siedzibę w Lucernie związek stał się ośrodkiem kontrreformacji.
Gdy w 1582 przeprowadzano reformę mszału rzymskiego i brewiarza, postarał się, aby w jego diecezji zachować od dawna stosowany ryt ambrozjański.
„Surowy, poświęcony pracy, pozbawiony poczucia humoru i bezkompromisowy” – tak określał go oddany mu biograf. Zajęty wdrażaniem reform trydenckich, Boromeusz stał się bezwzględny i z powodu swej nieustępliwości z tego powodu znalazł się w konflikcie z władzami świeckimi, kościelnymi, a nawet z papieżem. Władze prowincji, rody senatorów, arystokracja wysyłały wiele skarg na dwory w Rzymie i Madrycie. Wielokrotnie wchodził w kompetencje jurysdykcji świeckiej. Doprowadził do zakończenia kariery własnego spowiednika, jezuity Giovanniego Battisty Ribery, który z innymi członkami kolegiaty mediolańskiej został oskarżony o wykroczenia przeciwko naturze. To przyczyniło mu wielu wrogów wewnątrz Kościoła.
Wytężona praca i wyczerpujące podróże osłabiły jego zdrowie. Umartwiał się postami i noszeniem włosiennicy oraz długimi nocnymi modlitwami. Przed śmiercią udał się na rekolekcje do sanktuarium Maryjnego w Varallo, gdzie zachorował na febrę i w drodze do Mediolanu, po przyjęciu ostatniego namaszczenia, zmarł 3 listopada 1584 około godziny 21, w wieku 46 lat.

## Znaczenie
Był gorliwym biskupem oddanym bez reszty dziełu reformy trydenckiej. Przez kilkaset lat był sztandarowym wzorem nowego modelu biskupa czasów kontrreformacji. Jego życie zostało opisane przez trzech ludzi znających go osobiście: po łacinie przez Agostina Valerio, późniejszego kardynała i biskupa Verony, oraz przez Carla Bascape, generała barnabitów i późniejszego biskupa Novary. Trzeci bardziej szczegółowy opis po włosku zostawił Pietro Giussano, ksiądz z kongregacji oblatów w Mediolanie.

## Kult
Relikwie św. Karola spoczywają w krypcie katedry mediolańskiej w kryształowej trumnie pod ołtarzem głównym. Umarł w opinii świętości. Rocznice jego śmierci świętowano w Mediolanie jeszcze przed kanonizacją. W 1602 papież Klemens VIII beatyfikował go, a Paweł V w 1610 kanonizował. Trzy lata później został wpisany do kalendarza świętych. W trzechsetną rocznicę kanonizacji św. Pius X ogłosił encyklikę o świętym. Wspomnienie liturgiczne obchodzone jest 4 listopada. Lokalnie można spotkać dzień 3 listopada.
Jego symbolem jest łacińskie słowo humilitas (pokora), umieszczone na tarczy Boromeuszy. Przedstawiany jest zwykle w szatach, boso i trzymając krzyż arcybiskupa, ze sznurem na szyi i jedną ręką wzniesioną w geście błogosławieństwa, co przypomina jego pracę podczas epidemii.
W Polsce szczególnym miejscem kultu jest parafia i kościół Dziesięciu Tysięcy Męczenników w Niepołomicach, gdzie znajduje się kaplica św. Boromeusza i obraz jej patrona.
Był patronem chrzcielnym Karola Wojtyły.

## Ikonografia
W ikonografii przedstawiany jest w stroju kardynalskim lub biskupim, czasem w scenie udzielania Pierwszej Komunii Świętej Alojzemu Gonzadze w roku 1580.